# Конвой Сасебо – Трук (27.05.43 – 03.06.43)
Конвой Сасебо — Трук (27.05.43 — 03.06.43) — японський конвой часів Другої світової війни, проведення якого відбувалось у травні — червні 1943-го.
Пунктом призначення конвою був атол Трук у центральній частині Каролінських островів, де ще до війни створили потужну базу японського ВМФ, з якої до лютого 1944-го провадились операції в цілому ряді архіпелагів. Вихідним пунктом став розташований на західному узбережжі Кюсю порт Сасебо (при тому, що майже всі перевезення на та з Труку здійснювались через Йокосуку — один з портів Токійської затоки).
До складу конвою увійшли переобладнаний легкий крейсер «Айкоку-Мару» (зазвичай використовувався для перевезення військових контингентів) та флотське судно-рефрижератор «Ірако», тоді як охорону забезпечував есмінець «Кавакадзе».
Загін вирушив з порту 27 травня 1943-го. Хоча на підходах до Труку традиційно діяли американські підводні човни, цього разу рейс пройшов без інцидентів і 3 червня транспорти успішно досягнули пункту призначення.
Можливо також відзначити, що 5—10 червня 1943-го «Кавакадзе» виконає круговий рейс з Труку до острова Науру для доставки туди військ.